# حيرام بي. هنت
حيرام بي. هنت هو محامي وسياسي أمريكي، ولد في 23 مايو 1796، وتوفي في 14 أغسطس 1865 في نيويورك في الولايات المتحدة. نشط حزبياً في حزب اليمين. وقد انتخب عضو مجلس النواب الأمريكي ‏.